# Lannon
Lannon és una població dels Estats Units a l'estat de Wisconsin. Segons el cens del 2000 tenia 1.009 habitants.

## Demografia
Segons el cens del 2000, Lannon tenia 1.009 habitants, 425 habitatges, i 282 famílies. La densitat de població era de 159,7 habitants per km².
Dels 425 habitatges en un 27,1% hi vivien nens de menys de 18 anys, en un 55,3% hi vivien parelles casades, en un 6,4% dones solteres, i en un 33,6% no eren unitats familiars. En el 29,2% dels habitatges hi vivien persones soles el 9,4% de les quals corresponia a persones de 65 anys o més que vivien soles. El nombre mitjà de persones vivint en cada habitatge era de 2,37 i el nombre mitjà de persones que vivien en cada família era de 2,95.
Per edats la població es repartia de la següent manera: un 22,9% tenia menys de 18 anys, un 5,9% entre 18 i 24, un 29,8% entre 25 i 44, un 27,8% de 45 a 60 i un 13,5% 65 anys o més.
L'edat mediana era de 40 anys. Per cada 100 dones de 18 o més anys hi havia 104,2 homes.
La renda mediana per habitatge era de 44.375 $ i la renda mediana per família de 54.107 $. Els homes tenien una renda mediana de 36.250 $ mentre que les dones 25.583 $. La renda per capita de la població era de 21.041 $. Aproximadament el 4,4% de les famílies i el 6,1% de la població estaven per davall del llindar de pobresa.

## Poblacions properes
El següent diagrama mostra les poblacions més properes.